# Kellerjoch
Kellerjoch – szczyt w grupie górskiej Tuxer Alpen, w Alpach Wschodnich. Leży w Austrii, w kraju związkowym Tyrol. Jest najbardziej wysuniętym na wschód szczytem Alp Tuxertalskich. Sąsiaduje z Gilfert.